# پاسیو (فیلم)
پاسیو فیلمی به کارگردانی مریم بحرالعلومی، نویسندگی حامد قاسمی و مریم بحرالعلومی و تهیه‌کنندگی سید امیر سیدزاده محصول سال ۱۳۹۶ است. این فیلم در اسفند ۱۳۹۷ در گروه سینمای هنر و تجربه به نمایش درآمد.
فیلم پاسیو در بیش از ۳۰ جشنواره بین‌المللی حضور یافته و موفق به کسب جایزه‌هایی همچون سیمرغ بهترین کارگردان آسیایی جشنواره جهانی فیلم فجر، دیپلم افتخار بهترین فیلمساز زن جشنواره بین‌المللی فیلم داکا، نشان بهترین فیلمنامه جشنواره فیلم شهر و جایزه بهترین فیلم شهری جشنواره بومی استانبول شده است. این فیلم از ۱۰ مهر ۱۴۰۲، بر روی پلتفرم آمازون پرایم ویدئو منتشر شد و در دسترس مخاطبان سراسر جهان قرار گرفت.

## داستان
در خلاصه فیلم اینچنین آمده: گاهی شهر با تمام بزرگی و شلوغی‌اش برای بعضی آدمها هم‌قواره یک پاسیو، کوچک می شود!
نظر کارگردان در سینماتیکت اینچنین ذکر شده است: در زندگی هر فرد "تنهایی" می‌تواند علت بسیاری از تصمیمات اشتباه او باشد اما "عشق" قوی‌تر از هر احساس دیگری، موجب نجات انسان‌ها در عمق مشکلات و اشتباهات آنهاست.

## بازیگران
| بازیگر        | نقش                    | توضیحات                            |
| ------------- | ---------------------- | ---------------------------------- |
| بهناز جعفری   | پوران                  | زن مرتضی و نامادری مینا            |
| محدثه حیرت    | مینا                   | دختر مرتضی                         |
| حسین ملکی     | هاشم                   | پدر رضا                            |
| شقایق فراهانی | دکتر فراهانی           | پزشک زنان                          |
| پوریا پورسرخ  | امیر                   | دوست حمیرا                         |
| بابک انصاری   | علی                    | دوست مینا (خواستگار جدید)          |
| بهروز قادری   |                        | طلبکار                             |
| کریم امینی    | رضا بیرامی (رضا پرنده) | خواستگار و دل‌باخته مینا/پرنده فروش |
| یاسمن ترابی   | حمیرا (اکرم) ترکاشوند  | دوست مینا                          |
| سحر غمخوار    | روشنک                  | دوست پوران                         |
| محمدرسول صفری |                        | مسئول شرکت تاکسی آنلاین            |